# Báthori Csaba
Báthori Csaba (Mohács, 1956. december 26. –) József Attila-díjas (2007) magyar költő, irodalomtörténész, műfordító, esszéista, a Széchenyi Irodalmi és Művészeti Akadémia rendes tagja. Fordítói álneve: Daniel Muth.

## Életpályája
Szülei Báthori József és Császár Eszter. 1963–1971 között járt általános iskolába Pécsett és Budapesten. 1971–1975 között a budapesti Piarista Gimnázium diákja volt. 1975–1976 között a pécsi Janus Pannonius Tudományegyetem Állam- és Jogtudományi Kar, majd 1977–1981 között az ELTE JTK hallgatója volt, ahol jogi doktori diplomát szerzett. 
1981-ben Ausztriába emigrált, ahol a diplomája elismertetése után 1981–1996 között Bécsben és Linzben jogászként dolgozott egy biztosítótársaságnál. 1988–1992 között a Bécsi Napló szerkesztője volt, idegen nyelvű irodalmat és filozófiai műveket fordított magyarra, és továbbra is közölt írásokat magyar folyóiratokban (Vigilia, Jelenkor, Holmi, Újhold Évkönyv, Életünk stb.). 1994-ben a Műhely szürrealista különszámának vendégszerkesztője volt. 1996-ban hazatelepült, szabadfoglalkozású író Budapesten. 1997-ben a Szépírók Társaságának tagja. 2005-től a Scolar Kiadó világirodalmi sorozatának, majd 2010-től a Stúdió-K Színház Versközelítések sorozatának társszerkesztője Balla Zsófiával.
Több irodalmi ösztöndíjat nyert: 1999-ben a bécsi Collegium Hungaricum, majd az Institut für die Wissenschaft des Menschen (IWM, Bécs) ösztöndíjasa, 2000-ben a Künstlerhaus Wiepersdorf, 2005-ben Zugban (Svájc) a Landes & Gyr, 2012-ben Lenzburgban (Svájc) az Aargauer Literaturhaus, majd 2013-ban és 2015-ben a Loreni Fordítóház (Svájc) ösztöndíjasa.

## Művei
Hatvanöt önálló verseskötetét, próza-, esszé- és műfordításkönyvét adták ki. Számtalan verse, esszéje, tárcája, kritikája és fordítása jelent meg magyar folyóiratokban (2000, Alföld, Alibi, Árgus, Eső, Élet és Irodalom, Győri Műhely, Holmi, Jelenkor, Liget, Magyar Narancs, Mozgó Világ, Tekintet, Vigilia stb.). Műfordítói munkásságának egyik legjelentősebb vállalkozása József Attila minden versének és verstöredékének német nyelvű fordítása (Daniel Muth fordítói álnéven). Az ebből készült kötet 2005-ben, József Attila születésének centenáriumán a svájci Ammann kiadónál jelent meg.

### Versek
- Holtverseny. Versek; Sodalitas, Bécs, 1992
- Üvegfilm: versek, 2003
- Boldog ólom: versek, 2006
- A lírikus 123 epilógja: Babits-parafrázisok, 2006
- Csendélet kakassal: versek, 2007
- Csapások és csodák: versek, Jacques Receveurrel, 2008
- Jel a semmiről: versek, 2009
- Elemi szonettek; Napkút, Budapest, 2013
- Minden repül. Válogatott és új versek, 1986–2016; Scolar, Budapest, 2016 (Scolar versek)
- Melankólia. Versek, 2012–2016, Scolar, Budapest, 2017 (Scolar versek)
- Se feledés, se álom. Versek; Cédrus Művészeti Alapítvány, Budapest, 2020
- A hosszú táv. Versek; Napkút, Budapest, 2020

### Próza
- Egymásodpercesek: kispróza, 1995
- Haluc Áron dolgozatai: elbeszélések, 2007
- Bestiarium literaricum: Stílusgyakorlatok, 2007
- Római suttogás: próza, 2008
- Egy kutya naplója: próza, 2009
- Sétagyakorlatok: próza, 2010

### Esszé
- A nyíl és a húr: esszék, 2005
- Játék sötéttel I–II.: esszék, 2007
- A hangsúly keresése: esszék, 2010
- Ellenmérgek: esszék, 2012
- Egyszer a földön. Esszék; Napkút, Budapest, 2015
- Ő is vagyok, én is vagyok. Esszék; Cédrus Művészeti Alapítvány, Budapest, 2021

### Interjúkötet
- Szó szerint minden. Beszélgetés, 1-2.; riporter Füleki Gábor; Cédrus Művészeti Alapítvány, Budapest, 2020
- Halmai Tamás: Miért Rilke? Beszélgetés Báthori Csabával; Cédrus Művészeti Alapítvány, Budapest, 2024

### Műfordítás
- Világnak világa: válogatott műfordítások, 1992
- Rainer Maria Rilke: Levelek I-V., 1994-1999
- Hölderlin a toronyban, 1806-1843. Szövegdokumentumok: műfordítás és esszé, 1995
- Samuel Beckett: Versek, 1996
- Ernst Herbeck: Lenni mert nem lenni, versfordítások, 1996
- Samuel Beckett: Eleutheria: drámafordítás, 1997
- Ted Hughes: Varjú: versfordítás, 1998
- Johann Wolfgang Goethe: Faust I.: műfordítás, 1998
- Jakob Burckhardt: Világtörténelmi elmélkedések, 2001
- Zsófia Balla: Schwerkraft und Mitte: Balla Zsófia válogatott versei, fordítás németre, Daniel Muth fordítói álnéven, 2001
- Attila József: Ein wilder Apfelbaum will ich werden: József Attila versei és verstöredékei, 2005
- William Shakespeare: Szeget szeggel – Szentivánéji álom (két drámafordítás, 2010
- Friedrich Hölderlin: Empedoklész halála (drámafordítások, 2011
- Hódolat és hódítás: A trubadúrköltészet remekei, 2011
- Kétszáz nyers vers: Nyugat-európai költészet, 2012
- Rainer Maria Rilke: Die Sonette an Orpheus / Szonettek Orfeuszhoz (kétnyelvű kiadás); ford., előszó, utószó, életrajzi vázlat Báthori Csaba; Scolar, Budapest, 2013
- Robert Walser: A mindenes, regény, ford. Báthori Csaba, Scolar, Budapest, 2013
- Rainer Maria Rilke: Levelek egy ifjú költőhöz, ford. Báthori Csaba, L'Harmattan, Budapest, 2014
- Rainer Maria Rilke: Levelek 1-4., ford. Báthori Csaba, Cédrus Művészeti Alapítvány–Napkút, Budapest, 2014
- Attila József: Reinen Herzens: József Attila versei németül, Münster, 2015
- Robert Walser: Kert a világ. Versek, 1909 / Gedichte (kétnyelvű kiadás), ford. Báthori Csaba, Napkút, Budapest, 2015
- Színről színre. Új versfordítások; Napkút, Budapest, 2017
- Robert Walser: Fritz Kocher dolgozatai (prózafordítás, 2017)
- Robert Walser: Elsüllyedt ösvény (prózafordítás, 2019)
- Robert Walser: Emlékszem, egyszer (prózafordítás, 2019)
- Robert Walser: Havazás (prózafordítás, 2020)
- Karl Schönherr: A nőstényördög – Hit és haza (két drámafordítás, 2021)
- Robert Walser: A rózsa (prózafordítás, 2021)
- Bertolt Brecht: Állítsátok meg Arturo Uit! (drámafordítás, 2021)
- William Shakespeare: Julius Caesar – Macbeth (Két drámafordítás, 2021)
- Robert Walser: Mikrogrammok (prózafordítás, 2022)
- Rainer Maria Rilke: Csillagközi évek (Napkút, 2022)
- Rainer Maria Rilke: Gyümölcsöskertek (Scolar, 2022)
- Rainer Maria Rilke: Tér és csillagok (Napkút, 2023)
- Rainer Maria Rilke: Ezer láthatatlan (Napkút, 2023)

## Díjai, kitüntetései
- Tekintet-díj (1995)
- Osztrák műfordítói díj (1996)
- Szobotka Tibor-díj (1998)
- Osztrák Kancelláriai Hivatal kitüntetése (1998)
- Füst Milán-díj (2000)
- Déry Tibor-díj (2005)
- József Attila-díj (2007)
- Hetedhét-díj (2011)
- Szépíró-díj (2013)
- Osztrák Kancellária Műfordítói díja (2014)
- Baumgarten Emlékdíj (2021)